# Polygonia comma

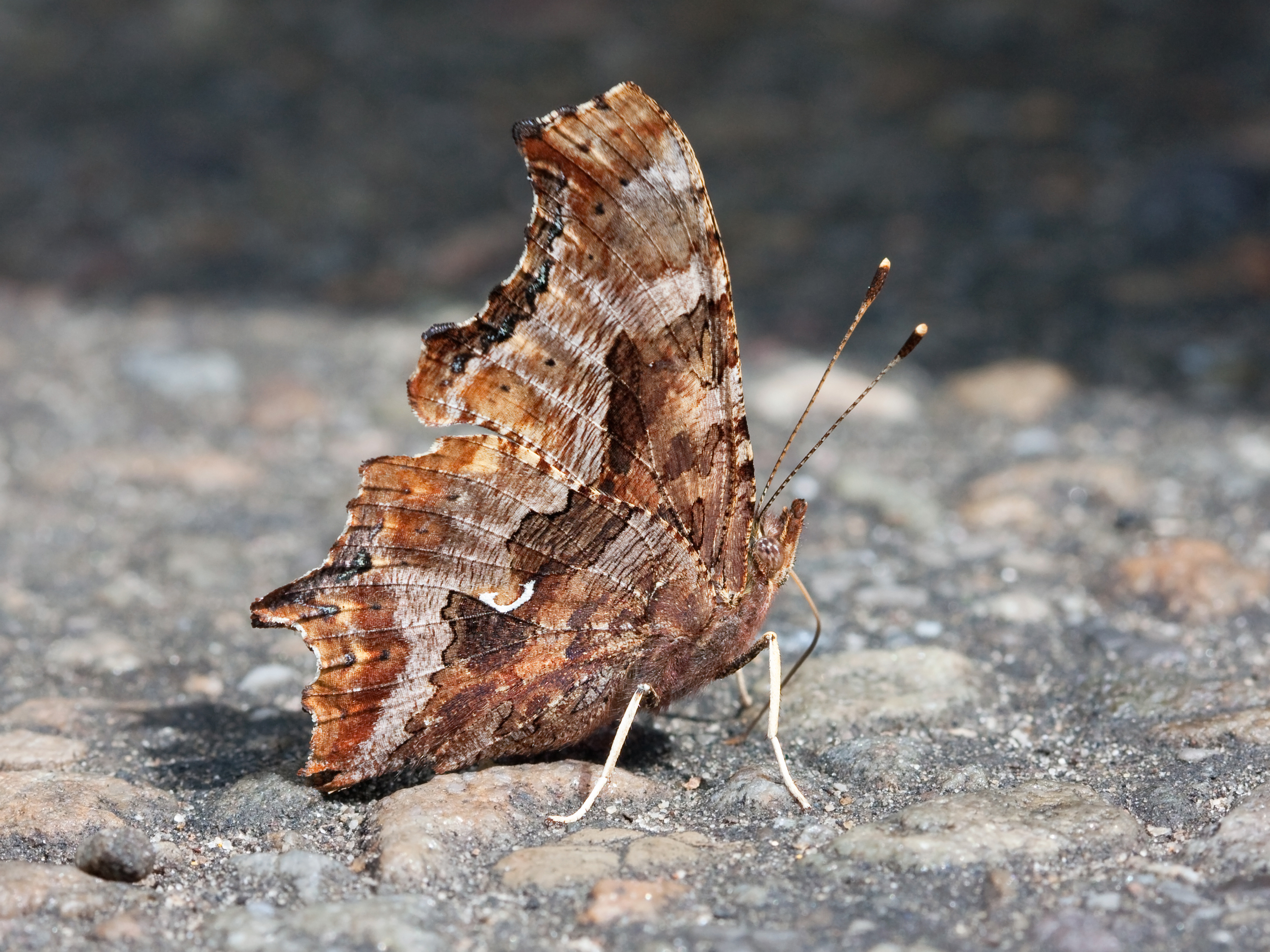
Flügelunterseite von Polygonia comma

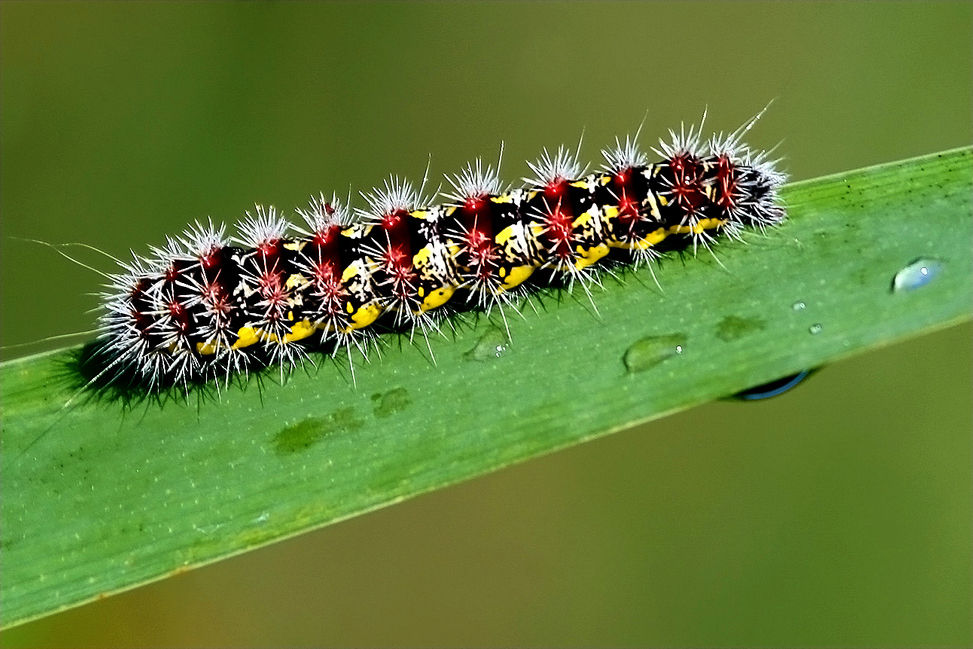
Raupe von Polygonia comma

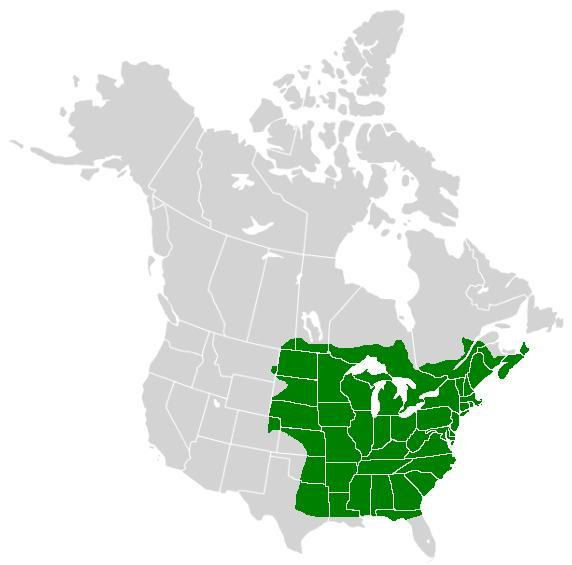
Verbreitung von Polygonia comma in Nordamerika

Polygonia comma (Syn.: Nymphalis comma) ist ein Schmetterling (Tagfalter) aus der Familie der Edelfalter (Nymphalidae).

## Merkmale

### Falter
Die Falter erreichen eine Flügelspannweite von 45 bis 64 Millimetern. Die Flügel sind am Außenrand gezackt und farblich sehr variabel. Die Grundfarbe hängt in erster Linie von der Jahreszeit ab. Die so genannte „Sommer-Generation“ ist auf den Vorderflügeln bräunlich und auf den Hinterflügeln nahezu schwarz gefärbt. Die „Herbst-/Wintergeneration“ zeigt hingegen eine orange bis braunrote Grundfarbe.
Alle Falter sind mit einem schwarzen, braunen und gelben Fleckmuster gezeichnet. Die Flügelunterseiten sind in abgestuften Brauntönen marmoriert. Auffällig ist das weiße C-Zeichen in der Mitte.

### Raupe
Erwachsene Raupen können in einer Vielzahl von Farbkombinationen erscheinen. So zeigen sie beispielsweise grünweiße oder gelbweiße, grünbraune, rotbraune, rosa oder schwarze Tönungen. Dazu sind die über den ganzen Körper verteilten Dornen weiß oder gelb. Jüngere Raupenstadien sind im Grundton schwarz gefärbt.

### Ähnliche Arten
Polygonia comma ähnelt vielen Polygonia-Arten, insbesondere zählen dazu:
- Der C-Falter  (Polygonia c-album), der in Europa, Nordafrika und Asien heimisch ist und somit keine geographische Überlappung bildet.
- Polygonia faunus unterscheidet sich durch eine Reihe grüner Punkte auf den Hinterflügelunterseiten.
- Polygonia interrogationis ist durch ein meist unterbrochenes C-Zeichen und eine schwächere Marmorierung auf den Hinterflügelunterseiten zu unterscheiden.
- Polygonia satyrus zeigt eine mehr gelbbraune Färbung auf der Flügeloberseite und besiedelt überwiegend westliche und nördliche Gebiete Nordamerikas.

## Geographische Verbreitung und Lebensraum
Polygonia comma kommt in den südöstlichen Bundesstaaten Kanadas und im Osten der USA vor und wird deshalb dort auch als „Eastern Comma“ bezeichnet. Die Verbreitung erstreckt sich von den Rocky Mountains in Richtung Osten sowie Richtung Süden von Kanada bis nach Texas und zur Golfküste. Die Tiere bevorzugen feuchtes Gelände, beispielsweise Ufergebiete, schattige Wälder und Moorlandschaften.

## Lebensweise
Die Art bildet mehrere Generationen pro Jahr. Die letzte Generation überwintert als Falter. In Ruhestellung sitzen sie gerne am Boden und klappen ihre Flügel aufrecht zusammen. Sie wirken dann wie ein verwelktes Blatt. Dadurch sind sie für Fressfeinde kaum zu erkennen. Die Falter besuchen nur selten Blüten. Stattdessen bevorzugen sie Wasserstellen, überreife Früchte und Dung zur Aufnahme von Nahrung und Mineralien. Die Weibchen legen die grünen Eier oftmals aufeinander getürmt an den Nahrungspflanzen ab. Die Raupen leben gerne in versponnenen Nestern und ernähren sich von einer Vielzahl verschiedener Pflanzen, beispielsweise von Brennnesselgewächsen (Urticaceae), Ulmengewächsen (Ulmaceae) oder Hanfgewächsen (Cannabaceae). An Hopfen (Humulus) werden sie nur selten schädlich.